# Franz Specht (Politiker)
Franz Specht (* 16. Oktober 1891 in Bielefeld; † 20. September 1964 ebenda) war ein deutscher Kommunalpolitiker und Landrat (SPD).

## Leben und Beruf
Nach dem Besuch der Volksschule und der Absolvierung einer Bäckerlehre legte er in diesem Beruf die Meisterprüfung ab. Bis 1933 war er als Gewerkschaftssekretär beim Verband der Nahrungsmittel- und Getränkearbeiter, einem Vorläufer der Gewerkschaft NGG, tätig. Danach war er selbstständiger Bäckermeister.

## Abgeordneter
Dem Kreistag des ehemaligen Landkreises Bielefeld gehörte er vom 13. Oktober 1946 bis zum 13. April 1961 an. Außerdem gehörte Specht ab 1946 dem Rat der Gemeinde Hoberge-Uerentrup an.
Von 1953 bis 1961 war er Mitglied der Landschaftsversammlung des Landschaftsverbandes Westfalen-Lippe.

## Öffentliche Ämter
Vom 28. August 1947 bis zum 13. April 1961 war Specht Landrat des Landkreises Bielefeld.
Er war in verschiedenen Gremien des Landkreistages Nordrhein-Westfalen tätig.

## Sonstiges
Er war Träger des Bundesverdienstkreuzes I. Klasse.